# Riku Matsuda (Fußballspieler, 1991)
Riku Matsuda (jap. 松田 陸, Matsuda Riku; * 24. Juli 1991 in Osaka, Präfektur Osaka) ist ein japanischer Fußballspieler.

## Karriere
Riku Matsuda erlernte das Fußballspielen in der Jugendmannschaft von Osaka Central FC, der Schulmannschaft der Rissho University Shonan High School sowie der Collegemannschaft des Biwako Seikei Sport College. Von April 2013 bis April 2014 wurde er vom Biwako Seikei Sport College an den FC Tokyo ausgeliehen. Nach Ende der Ausleihe wurde er von Tokyo 2014 fest verpflichtet. Der Verein, der in der Präfektur Tokio beheimatet ist, spielte in der höchsten Liga des Landes, der J1 League. Bis 2015 absolvierte er für den Club 16 Erstligaspiele. 2016 wechselte er zu Cerezo Osaka. Der Verein aus Osaka spielte in der zweiten Liga, der J2 League. Ende 2016 belegte Osaka den vierten Tabellenplatz und stieg in die erste Liga auf. 2017 gewann er mit dem Club den J.League Cup. Im Finale bezwang man Kawasaki Frontale mit 2:0. Im gleichen Jahr gewann er mit Osaka den Kaiserpokal. Mit 2:1 (n. V.) gewann man gegen den Erstligisten Yokohama F. Marinos. Den Supercup gewann er mit Osaka 2018. Im August 2023 wechselte er auf Leihbasis zum Zweitligisten Ventforet Kofu. Für den Verein bestritt er zwölf Zweitligaspiele. Nach der Ausleihe kehrte er zu Cerezo zurück. Hier wurde sein Vertrag nicht verlängert. Am 1. Februar 2024 nahm ihn der Erstligist Gamba Osaka unter Vertrag. Nach einer Spielzeit, in der er 13 Ligaspiele bestritt, wechselte er im Januar 2025 zum ebenfalls in der ersten Liga spielenden Vissel Kōbe.

## Erfolge
Cerezo Osaka
- Japanischer Ligapokalsieger: 2017
- Japanischer Pokalsieger: 2017
- Japanischer Supercup-Sieger: 2018